# Autotransformador

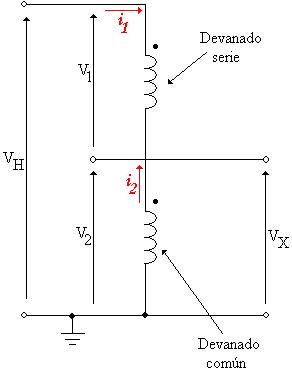
Esquema de conexión de un autotransformador.

Un autotransformador es una máquina eléctrica de construcción y características similares a las de un transformador, pero que, a diferencia de este, solo posee un devanado único alrededor de un núcleo ferromagnético. Dicho devanado debe tener al menos tres puntos de conexión eléctrica; la fuente de tensión y la carga se conectan a dos de las tomas, mientras que una toma (la del extremo del devanado) es una conexión común a ambos circuitos eléctricos (fuente y carga). Cada toma corresponde a una tensión diferente de la fuente (o de la carga, dependiendo del caso). 
En un autotransformador, la porción común (llamada por ello "devanado común") del devanado único forma parte tanto del devanado "primario" como del "secundario". La porción restante del devanado recibe el nombre de "devanado serie" y es la que proporciona la diferencia de tensión entre ambos circuitos, mediante la adición en serie (de allí su nombre) con la tensión del devanado común. 
La transferencia de potencia entre dos circuitos conectados a un autotransformador ocurre a través de dos fenómenos: el acoplamiento magnético (como en un transformador común) y la conexión galvánica (a través de la toma común) entre los dos circuitos. Por esta razón, un autotransformador resulta en un aparato más compacto (y a menudo más económico) que un transformador de la misma potencia y tensiones nominales. De igual manera, un transformador incrementa su capacidad de transferir potencia al ser conectado como autotransformador.

## Operación

### Teoría

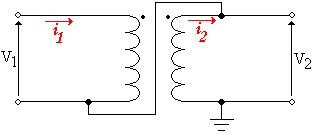
Construcción de un autotransformador a partir de un transformador.

En un transformador, las definiciones de primario y secundario son:
- {\displaystyle V_{1}\,}: Tensión en el devanado primario
- {\displaystyle i_{1}\,}: Corriente en el devanado primario
- {\displaystyle V_{2}\,}: Tensión en el devanado secundario
- {\displaystyle i_{2}\,}: Corriente en el devanado secundario

Al conectarlo como autotransformador, hay que redefinir primario y secundario como:
- {\displaystyle V_{H}\,}: Tensión en el primario (devanado serie + común)
- {\displaystyle V_{X}\,}: Tensión en el secundario (devanado común)
- {\displaystyle i_{H}\,}: Corriente en el primario (devanado serie + común)
- {\displaystyle i_{X}\,}: Corriente en el secundario (devanado común)

Comparando ambas posibilidades de conexión, se observa que se cumplen las siguientes relaciones:
{\displaystyle V_{H}=V_{1}+V_{2}\,\!}
{\displaystyle V_{X}=V_{2}\,\!}
{\displaystyle i_{X}=i_{1}+i_{2}\,\!}
{\displaystyle i_{H}=i_{1}\,\!}
Pero: 
{\displaystyle V_{1}=\left({\frac {N_{1}}{N_{2}}}\right)V_{2}}
{\displaystyle V_{H}=\left({\frac {N_{1}}{N_{2}}}+1\right)V_{2}}
{\displaystyle V_{H}=\left({\frac {N_{1}+N_{2}}{N_{2}}}\right)V_{X}}

Despreciando la rama en paralelo:
{\displaystyle i_{H}=i_{1}=\left({\frac {N_{2}}{N_{1}}}\right)i_{2}\,\!}
{\displaystyle i_{X}=i_{H}+i_{2}=\left({\frac {N_{2}}{N_{1}}}\right)i_{2}+i_{2}=\left({\frac {N_{2}}{N_{1}}}+1\right)i_{2}}
{\displaystyle i_{H}=\left({\frac {N_{2}}{N_{1}+N_{2}}}\right)i_{X}}
Con respecto a la potencia, para el transformador se cumple que:
{\displaystyle S=V_{1}i_{1}\,\!}
o bien, despreciando las pérdidas,
{\displaystyle S=V_{2}i_{2}\,\!}
La potencia al conectarlo como autotransformador es:
{\displaystyle S'=V_{H}i_{H}\,\!}
o bien, despreciando las pérdidas,
{\displaystyle S'=V_{X}i_{X}\,\!}
si se sustituyen los valores y se agrupa correctamente, se obtiene:
{\displaystyle S'=\left({\frac {N_{2}}{N_{1}}}+1\right)S}
Por lo tanto, al conectar un transformador como autotransformador, este aumenta su capacidad para transferir potencia en una proporción determinada por la relación de transformación de la conexión como transformador. La implicación directa de esta deducción matemática es que para transferir la misma cantidad de potencia entre dos circuitos, un autotransformador es de menor tamaño que un transformador equivalente. Otras ventajas son: menor corriente magnetizante y mejor factor de potencia.

### Funcionamiento
Al igual que los transformadores, los autotransformadores funcionan basados en el principio de campos magnéticos variantes en el tiempo, por lo que no pueden ser utilizados en circuitos de corriente continua. Para reducir al mínimo las pérdidas en el núcleo debidas a corrientes de Foucault y a la histéresis magnética, se suele utilizar acero eléctrico, laminado en finas chapas que luego se apilan y compactan. Las láminas del núcleo así construido se orientan haciendo coincidir la dirección del flujo magnético con la dirección de laminación, donde la permeabilidad magnética es mayor.
La relación de transformación de un autotransformador es la relación entre el número de vueltas del devanado completo (serie + común) y el número de vueltas del devanado común. Por ejemplo, con una toma en la mitad del devanado se puede obtener una tensión de salida (en el devanado "común") igual a la mitad del de la fuente (o viceversa). Dependiendo de la aplicación, la porción del devanado que se utiliza solo para el circuito de alta tensión se puede fabricar con alambre de menor calibre (puesto que requiere menos corriente) que la porción del devanado común a ambos circuitos; de esta manera la máquina resultante es aún más económica.

### Tipos de construcción
Existen autotransformadores con varias tomas en el secundario y por lo tanto, con varias relaciones de transformación. De la misma manera que los transformadores, los autotransformadores también pueden equiparse con cambiadores de toma automáticos y utilizarlos en sistemas de transmisión y distribución para regular la tensión de la red eléctrica.
Asimismo hay autotransformadores con varias tomas en el primario, para trabajar con fuentes de distintas tensiones y/o modificar la relación de transformación.
Con la incorporación de varias tomas, es posible obtener más de un valor para la tensión del secundario e incluso es posible obtener tensiones ligeramente mayores a los de la fuente -para ello, el devanado debe construirse para que su tensión nominal sea ligeramente mayor que el del lado fijo o primario-. 
También existen autotransformadores en los que la toma secundaria se logra a través de una escobilla deslizante, permitiendo una gama continua de tensiones secundarias que van desde cero hasta la tensión de la fuente. Este último diseño se comercializó en Estados Unidos bajo el nombre genérico de Variac y en la práctica funciona como una fuente de corriente alterna regulable en tensión.
de esta manera tenemos una máquina de CA más eficaz.

## Aplicaciones
Los autotransformadores se utilizan a menudo en sistemas eléctricos de potencia, para interconectar circuitos que funcionan a tensiones diferentes, pero en una relación cercana a 2:1 (por ejemplo, 400 kV / 230 kV o 138 kV / 66 kV). En la industria, se utilizan para conectar máquinas fabricadas para tensiones nominales diferentes a la de la fuente de alimentación (por ejemplo, motores de 480 V conectados a una alimentación de 600 V). Se utilizan también para conectar aparatos, electrodomésticos y cargas menores en cualquiera de las dos alimentaciones más comunes a nivel mundial (100-130 V a 200-250 V).
En sistemas de distribución rural, donde las distancias son largas, se pueden utilizar autotransformadores especiales con relaciones alrededor de 1:1, aprovechando la multiplicidad de tomas para variar la tensión de alimentación y así compensar las apreciables caídas de tensión en los extremos de la línea.
Se utilizan autotransformadores también como método de arranque suave para motores de inducción tipo jaula de ardilla, los cuales se caracterizan por demandar una alta corriente durante el arranque. Si se alimenta el motor conectándolo a la toma menor de un autotransformador, la tensión reducida de la alimentación resultará en una menor corriente de arranque y por lo tanto en condiciones más seguras de operación, tanto para el motor como para la instalación eléctrica. Una vez que el motor ha alcanzado suficiente velocidad, se puede ir aumentando la tensión de alimentación (en tantos pasos como tomas posea el autotransformador) gradualmente, hasta llegar a la tensión de la red (cuando la relación de tomas es 1:1).
En sistemas ferroviarios de Alta velocidad existen métodos de alimentación duales conocido como sistema 2x25 kV. En este, los transformadores de las subestaciones alimentan a +25 kV a la catenaria, a -25 kV (en realidad 25 kV desfasados 180°) al feeder al alimentador negativo y con la toma intermedia o neutro puesta al carril. Cada cierta distancia, 10 km típicamente, se conectan autotransformadores con 50 kV en el primario (entre catenaria y feeder negativo) y 25 kV en el secundario (entre feeder negativo y carril). De esta manera, la carga (trenes) se encuentra alimentada a 25 kV entre catenaria y carril pero la energía se transporta a 50 kV, reduciendo las pérdidas.

## Limitaciones
Una falla en el aislamiento de los devanados de un autotransformador puede producir que la carga quede expuesta a recibir plena tensión (la de la fuente). Se debe tener en cuenta esta situación al decidir utilizar un autotransformador para una determinada aplicación. Otra limitante, es la elevada corriente de cortocircuito.
Las ventajas en ahorro de material (tanto en los devanados como en el núcleo) tienen una limitación física, que en la práctica es una relación de tensiones de 3:1. Para relaciones de tensión mayores a ésta, o bien el transformador convencional de dos devanados es más compacto y económico, o bien resulta imposible construir el autotransformador.
En sistemas de transmisión de energía eléctrica, los autotransformadores tienen la desventaja de no filtrar el contenido armónico de las corrientes y de actuar como otra fuente de corrientes de falla a tierra. Sin embargo, existe una conexión especial -llamada "conexión en zig-zag"- que se emplea en sistemas trifásicos para abrir un camino de retorno a la corriente de tierra que de otra manera no sería posible lograr, manteniendo la referencia de tierra